# Ajtay Ferenc
Ajtay Ferenc (Rava, 1932. március 6. – Kolozsvár, 2015. június 23.) erdélyi első fokozatos földrajz-földtan szakos tanár, újságíró, ismeretterjesztő.

## Életpályája
A Maros megyei Rava faluban született, tanító családban. 1939-től élt Kolozsváron, a Brassai Sámuel Líceumban érettségizett 1951-ben, majd 1955-ben a Bolyai Tudományegyetem földrajz-földtan szakán végzett. Kezdetben Magyarfenesen és Szováton tanított, ez utóbbi iskolában igazgató is volt. 1959-től 1990-ig Kolozsváron tanított különböző iskolákban. Volt igazgató, aligazgató és szaktanfelügyelő. 1994–1999 között az Erdélyi Gyopár felelős szerkesztője, majd 2008-ig szerkesztője.

## Munkássága
Publicisztikai tevékenységét 1965-ben kezdte. Több mint 400 cikket és tanulmányt közölt a földrajz, földtörténet, tengertan, szeizmológia és tektonika, környezet- és tájvédelem, valamint a bányászat témakörében erdélyi és magyarországi lapokban. Több cikkében mutatta be Erdély tájait. Szabadegyetemi előadásai gyűjteményes kötetekben jelentek meg. Publikált románul is.

### Könyvei
- Múlt és jelen – az EKE története, 1996
- Kolozsvár környékének kirándulóhelyei, 2001
- Otthonunk a Föld, 2004
- Erdély természeti csodái, 2005, 2007
- Kalotaszeg környékének kirándulóhelyei (társszerző), 2004, 2007

### Cikkeiből
- A kolozsvári Házsongárdi temetőben pihenő természettudósok, Természet Világa, 131. évf. 11. sz. 2000. november. Online hozzáférés Archiválva 2011. november 7-i dátummal a Wayback Machine-ben
- Az  „Angol beteg" igazi története, Romániai Magyar Szó. Online hozzáférés

## Kitüntetései
- Románia Földrajztudományi Társaságának díszoklevele, 1975
- RMPSZ Ezüstgyopár díja, 1999
- Hevesi Endre-életműdíj (MÚOSZ, 2009)